# Jordan Pleskow

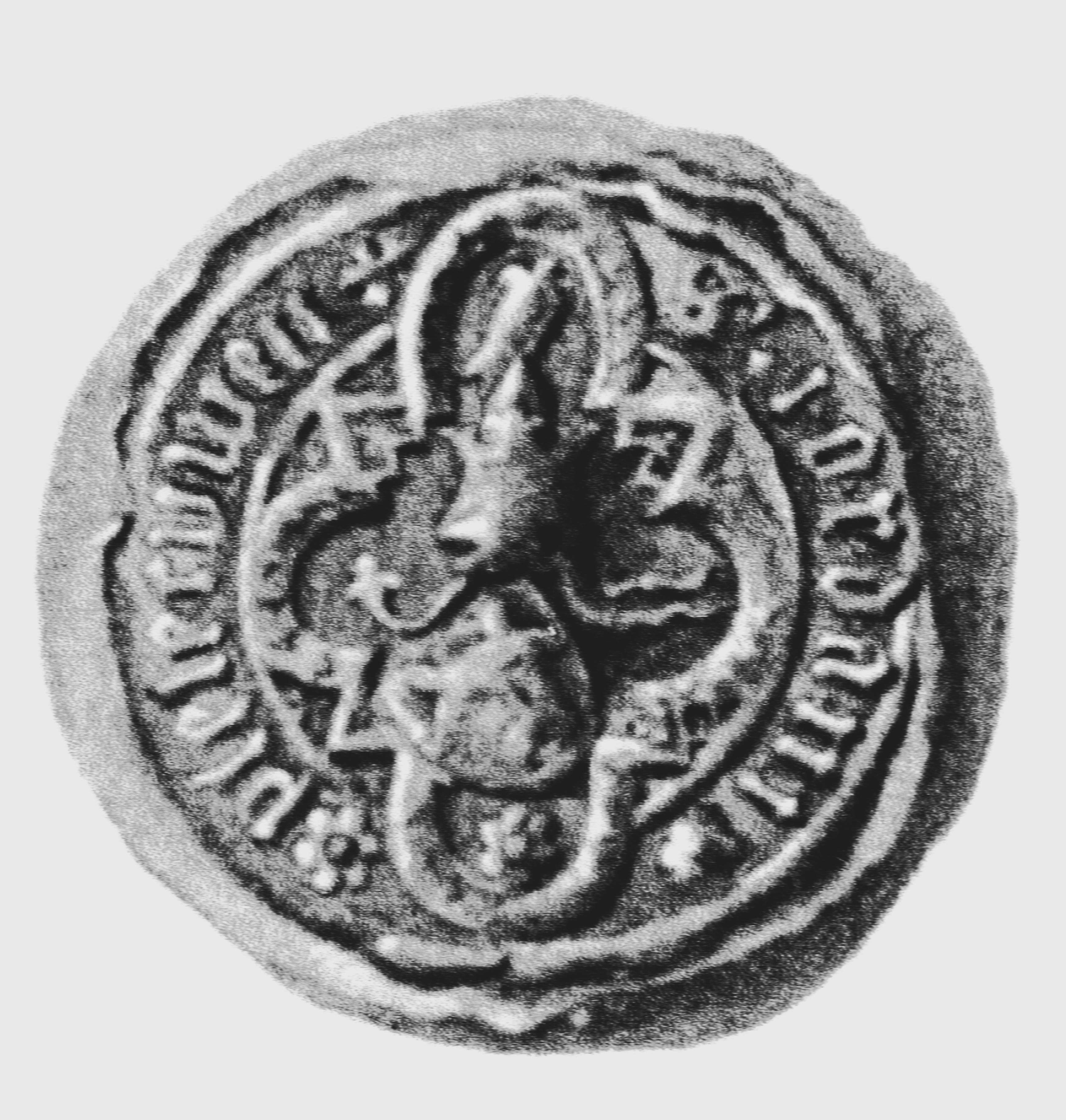
Siegel des Jordan Pleskow um 1408

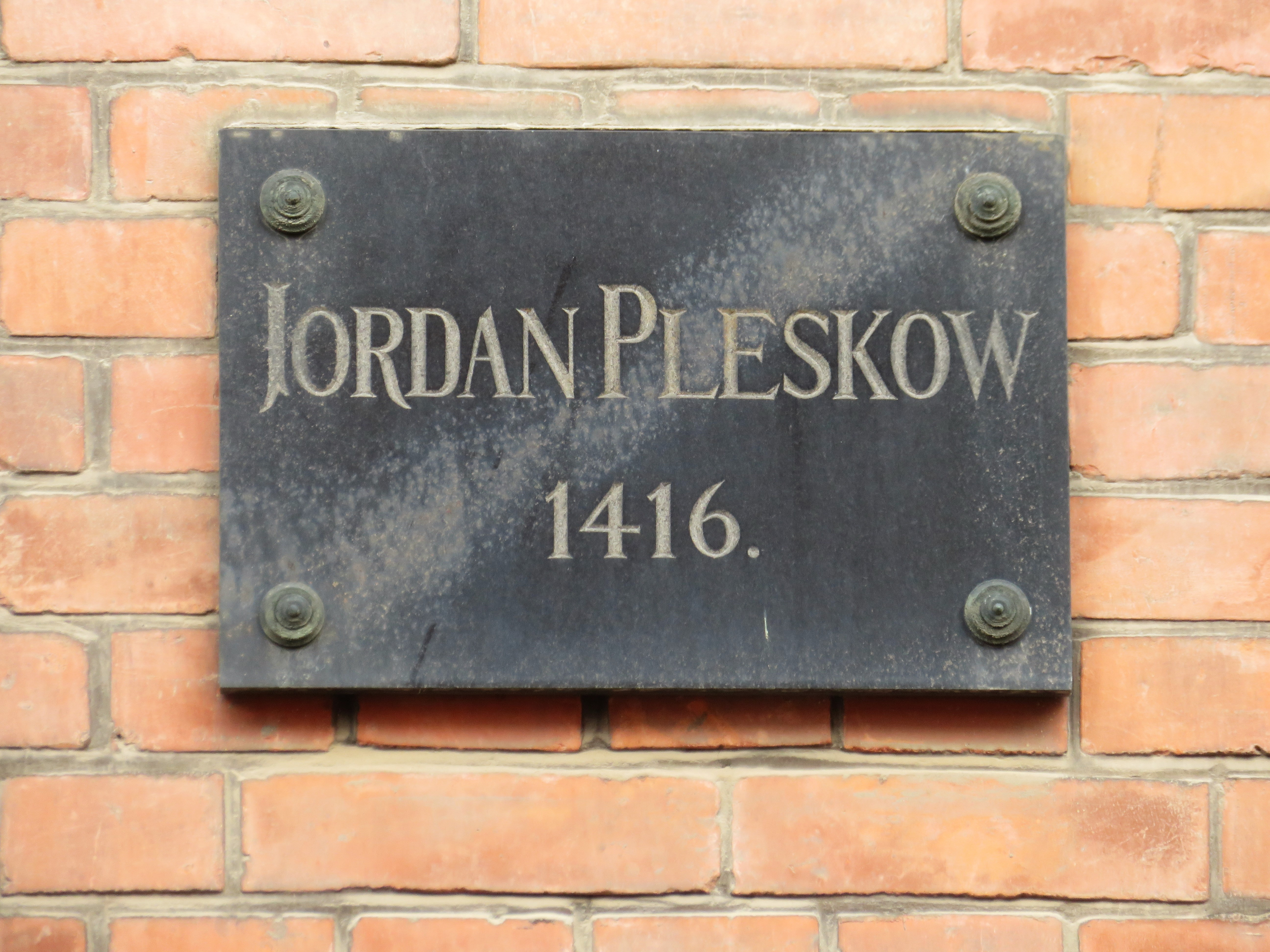
Plakette zur Erinnerung an Pleskow am Logenhaus (Lübeck)

Jordan Pleskow (* nach 1357 in Lübeck; † 23. Oktober 1425 ebenda) war ein deutscher Ratsherr und Bürgermeister der Hansestadt Lübeck.

## Leben
Jordan Pleskow war Sohn des Lübecker Ratsherrn Arnold Pleskow. Anno 1386 erwarb er das Haus Johannisstraße 20. Ab 1416 wohnte er in dem späteren Logenhaus in der St.-Annen-Straße.
Als Ratsherr vertrat er die Stadt erstmals 1391 auf dem Hansetag, nahm als Gesandter der Stadt 1394 an den Verhandlungen mit Herzog Johann von Mecklenburg in Rostock über das Schicksal von Albrecht von Mecklenburg teil und wurde dann in den Jahren 1395–96 Oberbefehlshaber der hansischen Besatzung der als Pfandbesitz gehaltenen Stadt Stockholm. 1399 war mit dem Bürgermeister Hinrich Westhof zu dessen Verhandlungen mit Margarethe I. und den beiden wendischen Hansestädten in Nyköping. Im Jahr 1400 wurde Jordan Pleskow vom Rat der Stadt zum Bürgermeister bestimmt. Als solcher vermittelte er 1401 zwischen Herzog Albrecht von Holland und der Schwesterstadt Hamburg. Fast gleichzeitig wehrte er militärisch einen gemeinsamen Angriff der Herzöge Barnim VI. von Pommern-Wolgast und Balthasars von Mecklenburg-Werle-Güstrow auf das Lübecker Landgebiet ab.

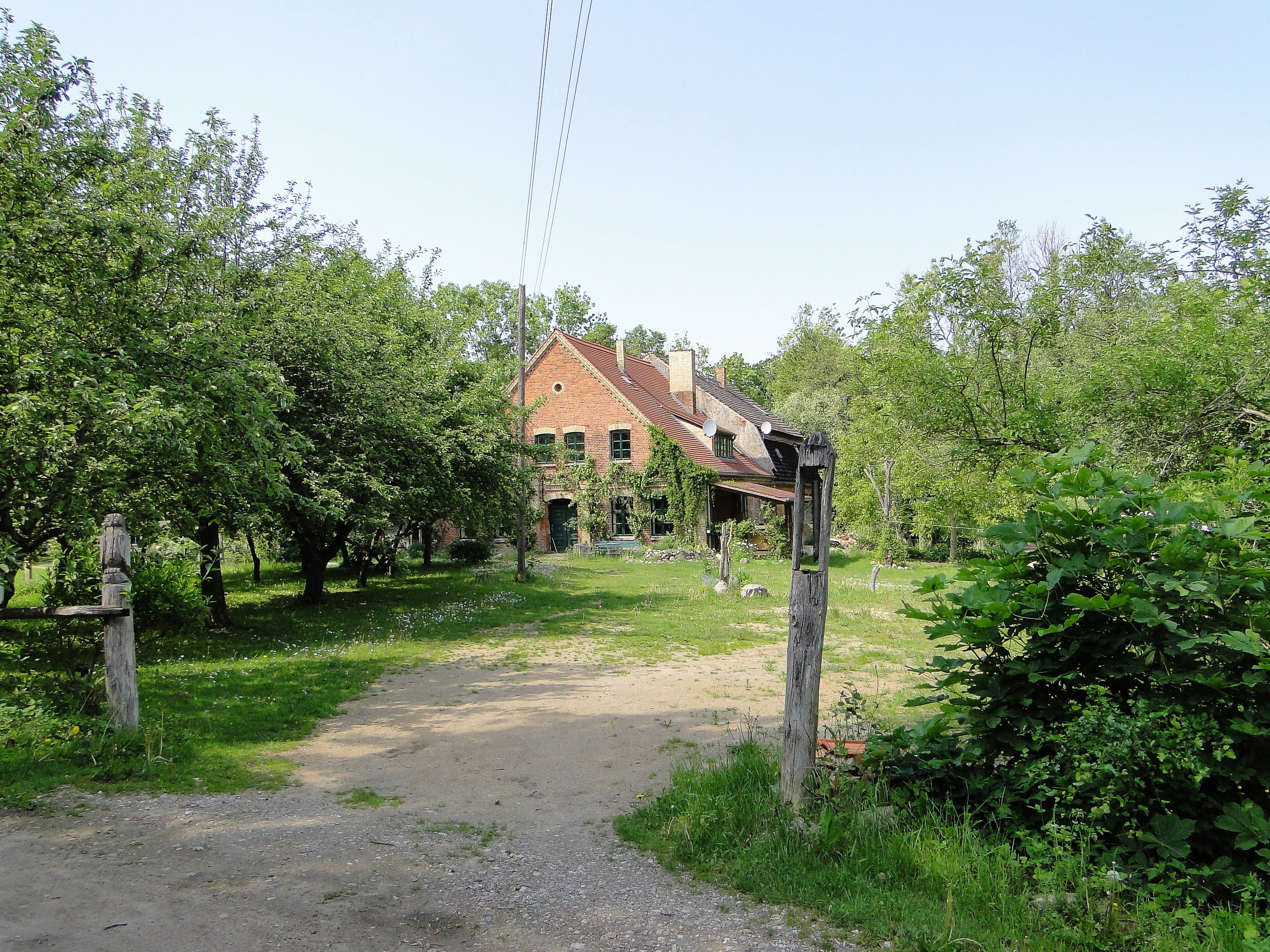
Rothener Mühle (2011)

Kaum bekannt, aber in Mecklenburg nicht, hat die Rothener Mühle zwischen Sternberg und Mustin an der Mildenitz gelegen, historische Bedeutung für die Lübecker Hanse. Zur Vergeltung der Werlschen Raubzüge zogen die Lübecker 1404 nach Sternberg und verwüsteten die Parchimer Gegend bis Güstrow. Bürgermeister Wulf Wulflam von Stralsund vermittelte einen Präliminarfrieden, der 1404 zum Frieden in Wismar führte. Dieser vorläufige Friede wurde am 19. Oktober 1404 auf der Rothener Mühle abgeschlossen, die auf unparteiischem, herzoglich mecklenburgischen Gebiet lag. Die Mühle war offenbar Hauptquartier des Hansebundes, die auch den Bürgermeister Jordan Pleskow von Lübeck beherbergte.
Nach Verhandlungen 1404 zwischen Margarethe und dem Hochmeister des Deutschen Ordens erhielt er 1406 erneut das Kommando über Truppen, die gegen Herzog Balthasar vorzugehen hatten und brachte die Sache zu einem für Lübeck zufriedenstellenden Abschluss.
Am bekanntesten wurde er durch sein unbeugsames Auftreten im Aufruhr von 1408. Im Zusammenhang mit Steuerforderungen gingen die unteren Stände gegen das unbeschränkte Selbstergänzungsrecht des Rates vor und begehrten selbst Teilnahme am Regiment. Als die Menge drohend das Rathaus umtobte und die vom Volk erwählten Ausschussbürger den Senat drangen nachzugeben, kam es zu dem bekannten Auftritt. Die Ausschussbürger fragten den Bürgermeister Marquard von Dame, was sie dem Volk bezüglich der Ratswahl sagen sollten, und er antwortete: Sagt, was ihr wollt und ihr verantworten könnt. Die Fenster des Rathauses wurden geöffnet und hinausgerufen: „Gy hebben de Kore!“ (Ihr habt die Ratswahl) Das Wort war jetzt nicht mehr rücknehmbar, aber 14 Ratsmitglieder, unter ihnen die Bürgermeister Westhof und Pleskow, verließen die Stadt. Das kaiserliche Hofgericht entschied jedoch für den alten Rat, für den Pleskow eintrat. Über Lübeck wurde die Reichsacht verhängt, die übrigen Städte, welche in der Leitung der auswärtigen Angelegenheiten bei dem Vororte der Hanse die feste Hand des alten Rates vermissten, verwandten sich für denselben.
Am 16. Juni 1416 hielt der alte Rat seinen feierlichen Einzug, an der Spitze sein unermüdlicher Vorkämpfer Jordan Pleskow, der von dem kaiserlichen Gesandten Jakob von Zedlitz geführt wurde. Pleskows Persönlichkeit gelang es schnell, in der Stadt die Herzen der Bürger und nach außen dem Haupt der Hanse sein altes Ansehen zurückzugewinnen. Pleskow übernahm erneut die Amtsgeschäfte als Bürgermeister. Er war weiterhin auch als Militärführer tätig und hatte den Lübecker Oberbefehl bei der Eroberung von Bergedorf im Jahr 1420. Gemeinsam mit dem Hamburger Bürgermeister Hein Hoyer erwirkte er anschließend den Vertrag von Perleberg. Jordan Pleskow war im ersten Quartal des 15. Jahrhunderts der herausragende Außenpolitiker der Stadt und nahm bis zuletzt diplomatische Gesandtschaften persönlich wahr. In Testamenten Lübecker Bürger wird er mehrfach als Urkundszeuge und als Vormund aufgeführt.
Er war Mitglied der Zirkelgesellschaft und unter anderem Eigentümer des Gutes Pronstorf in Holstein. Pleskow wurde in der Lübecker Aegidienkirche unterhalb der Kanzel begraben. Seine Grabplatte wird in der Literatur beschrieben, ist aber nicht erhalten. Sein Sohn Jordan Pleskow wurde nach dem Tod des Vaters ebenfalls Ratsherr in Lübeck.